# La voz ausente (serie de televisión)
La voz ausente es una serie de televisión por internet de suspenso psicológico y drama policial argentina basada en la novela homónima de Gabriel Rolón. Cuenta la historia de un psicólogo que se involucra en la investigación policial de la muerte de su hermano para encontrar la verdad. Está protagonizada por Benjamín Vicuña, Gimena Accardi, Jazmín Stuart, Federico Olivera y Francisco Vázquez. La serie se estrenó el 21 de agosto de 2024 en Disney+.

## Sinopsis
La historia se centra en el psicoanalista Pablo Rouviot, quién se pone al frente de la investigación del supuesto suicidio de su hermano. Para esta causa, decide convocar a Cecilia Bermúdez, una inexperta oficial de policía que lo ayudará a descubrir y resolver los enigmas que giran alrededor de esta misteriosa muerte.

## Elenco

### Principal
- Benjamín Vicuña como Pablo Rouviot
- Gimena Accardi como Cecilia Bermúdez
- Jazmín Stuart como Candela Montero
- Federico Olivera como José Rouviot
- Francisco Vázquez como Bruno Rouviot

### Secundario
- Gonzalo Urtizberea como Oscar Bermúdez
- Lorena Meritano como Laura Hontou
- Germán de Silva como Cachila Olmos
- Susú Pecoraro como Sara
- Fabio Di Tomaso como Mauro
- Tupac Larriera como Dante Santana

### Participaciones
- César Bordón como Raúl Hontou
- Gustavo Garzón como Andrés Urioste
- Brenda Villoslada como Estrella
- Diego Sánchez como Lucas
- Greta Cozzolino como Sofía Herrera
- Jonatan Nugnes como Darío
- Fabio Aste como Francisco Mansilla
- Nico García como Víctor Cardozo
- Mauricio Minetti como Cipriano Santana
- Lucas Tresca como Ernesto

## Episodios
| N.º | Título                     | Dirigido por      | Escrito por                                                                  | Fecha de lanzamiento original |
| --- | -------------------------- | ----------------- | ---------------------------------------------------------------------------- | ----------------------------- |
| 1   | «HH»                       | Gustavo Hernández | Juma Fodde Roma, María Meira, Carlos Zicanelli, Ginna Álvarez, Leandro Custo | 21 de agosto de 2024          |
| 2   | «Sol naciente»             | Gustavo Hernández | Juma Fodde Roma, María Meira, Carlos Zicanelli, Ginna Álvarez, Leandro Custo | 21 de agosto de 2024          |
| 3   | «Colección»                | Gustavo Hernández | Juma Fodde Roma, María Meira, Carlos Zicanelli, Ginna Álvarez, Leandro Custo | 21 de agosto de 2024          |
| 4   | «Siempre va a ser tu casa» | Gustavo Hernández | Juma Fodde Roma, María Meira, Carlos Zicanelli, Ginna Álvarez, Leandro Custo | 21 de agosto de 2024          |
| 5   | «Fantasmas»                | Gustavo Hernández | Juma Fodde Roma, María Meira, Carlos Zicanelli, Ginna Álvarez, Leandro Custo | 21 de agosto de 2024          |
| 6   | «Naturaleza»               | Gustavo Hernández | Juma Fodde Roma, María Meira, Carlos Zicanelli, Ginna Álvarez, Leandro Custo | 21 de agosto de 2024          |
| 7   | «Invisible»                | Gustavo Hernández | Juma Fodde Roma, María Meira, Carlos Zicanelli, Ginna Álvarez, Leandro Custo | 21 de agosto de 2024          |

## Desarrollo

### Producción
A mediados del 2022, se anunció que Star+ adquirió los derechos de la novela La voz ausente, escrita por el psicoanalista Gabriel Rolón, para adaptarla como una serie de televisión de siete episodios. Asimismo, se anunció que Gustavo Hernández sería el encargado de la dirección; y que Rolón adaptaría los guiones. Poco después, se confirmó que Pampa Films sería la empresa responsable de la producción del proyecto. En junio de 2024, se informó que La voz ausente sería lanzada como serie original de Disney+ tras haberse anunciado que los contenidos de Star+ serían trasladados a la primera plataforma, mientras que la segunda sería discontinuada en julio de ese año.

### Rodaje
La fotografía principal de la serie inició el 3 de octubre del 2022 en Buenos Aires. Las grabaciones finalizaron el 22 de diciembre del mismo año.

### Casting
En julio del 2022, se informó que Benjamín Vicuña fue fichado para protagonizar la serie. En septiembre de ese año, Gimena Accardi y Jazmín Stuart se unieron al elenco principal. En octubre de ese año, se anunció la incorporación de Lorena Meritano y Susú Pecoraro al reparto.

## Premios y nominaciones
| Lista de premios y nominaciones | Lista de premios y nominaciones  | Lista de premios y nominaciones   | Lista de premios y nominaciones | Lista de premios y nominaciones | Lista de premios y nominaciones |
| Año                             | Organización                     | Categoría                         | Nominado/a(s)                   | Resultado                       | Ref(s)                          |
| ------------------------------- | -------------------------------- | --------------------------------- | ------------------------------- | ------------------------------- | ------------------------------- |
| 2024                            | Premios Martín Fierro de la Moda | Actor con mejor estilo en ficción | Benjamín Vicuña                 | Ganador                         | [ 16 ]                          |
| 2025                            | Premios Aura                     | Mejor elenco                      | Reparto de La voz ausente       | Nominado                        | [ 17 ]                          |